# Pianoro
Pianoro ist eine italienische Gemeinde mit 17.746 Einwohnern (Stand 31. Dezember 2023) in der Metropolitanstadt Bologna der Region Emilia-Romagna. Sie liegt im Tal des Flusses Savena, zwischen der alten römischen Straße und der historischen Straße zum Futapass, 13 km südlich von Bologna. Der Name der Gemeinde stammt aus dem Lateinischen (Planurium „Hochebene“). Durch den Ort führt die Strada Statale 65 zwischen Bologna und Florenz. Die Gemeinde ist Mitglied und Sitz der Comunità Montana Cinque Valli Bolognesi.
Nachbargemeinden sind Bologna, Loiano, Monterenzio, Monzuno, Ozzano dell’Emilia, San Lazzaro di Savena, Sasso Marconi.

## Geschichte
Die Entstehung der Region ist auf die Unterwerfung zahlreicher Gemeinden zurückzuführen, die bis zu jener Zeit selbstständig waren und infolge napoleonischer Maßnahmen jener Zeit umstrukturiert wurden. Das einzige Zentrum im Bereich dieser Veränderungen war die Pfarrei. So kam Livergnano zur Zeit der Aufteilungen in die Vikariaten (1395) unter Monzuno, während die anderen Gemeinden des Gebiets von Pianoro unter die Herrschaft von Bologna fielen. Damals gab es zwischen der Stadt und der Region zwei mittlere Landstreifen: die „Guardia“, und zwar die Pfarreien, die außerhalb der Stadtmauern existierten, aber unter der Verwaltung der Stadtkirche von S.Pietro waren, der Streifen vom suburbio, der mittelbar von der Gemeinderegierung abhängig war und dann kam schon die eigentliche Landschaft (= Contea). Deshalb kann die Geschichte des Gemeindegebietes von Pianoro nicht genau nachvollzogen werden, wenn man das Gebiet in seiner heutigen Struktur betrachtet. Nach dem 12. Jahrhundert, mit der Annexion an die Stadtgemeinde, wurde die Geschichte der einzelnen Gemeinden mit der der Gemeinde Bologna assoziiert. 
Vor dieser Zeit verfügen wir lediglich über bruchstückhafte Berichte: 1034 erwarb Bonifatius von Canossa Teile des Gebiets. Nachher verschenkte es seine Tochter, Mathilde von Canossa, an die Kirche von Pisa. Danach folgten verschiedene Familien von Anwärtern über das Landgut der Ortschaften eine nach der anderen: die Albertis von Prato, die Panicos, die Loianis usw. 1220 beschlagnahmte die Gemeinde Bologna die Burg von Pianoro, die Eigentum des Grafen Alberti war. Die Gründung der Burg liegt wahrscheinlich nicht vor dem Jahre 1000. Die Burg darf mit dem viel älteren gleichnamigen Schloss bei Zola Predosa nicht verwechselt werden. Die Burg, auf die wir uns beziehen, lag auf einem Berggipfel an der rechten Seite des Savenas und diente als Verteidigung und Schutz für die Kommunikationsader, die auf ihren Füßen verläuft. 
Im Jahre 1377 wurde die Burg von den Bolognesern zerstört, da die Pianoreser eine aufständische Gemeinschaft gegen die Regierung des Kirchenstaates und die Freiheit von Bologna unterstützt hatten. Von allen Gebäuden, die im Gemeindegebiet lagen, verblieben nur ein Brunnen und ein Gasthof für Reisende. Die Überlebenden mussten sich eine neue Ortschaft aufbauen, die heute Pianoro Vecchia heißt und die teilweise im Zweiten Weltkrieg zerbombt wurde. Ein anderes gefährliches Ereignis für die Pianoreser ereignete sich 1735, anlässlich des Durchzugs einer spanischen Armee, die sich mit Arroganz und Gewaltakten als Herren aufspielten und gegen die das Volk versuchte, sich zu erheben. Um die zerstörende Wut des spanischen Obristen zu beruhigen, musste dann der Kardinal Lambertini eingreifen (später als Papst Benedikt XIV. besser bekannt).

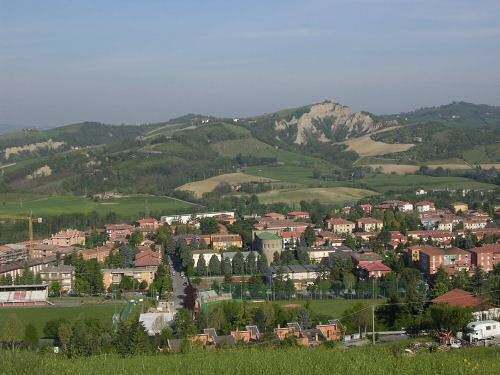
Pianoro Nuovo

Mit Blick auf die historischen Ereignisse, die das Gebiet geprägt haben, lässt sich sagen, dass Pianoro auf die Straße, die den Apennin durchquerte, angewiesen war. Die Straße hatte im Lauf ihrer Geschichte einen ähnlichen Verlauf wie die heutige Staatsstraße zum Futapass. Die Straße förderte einerseits die Wirtschaft in den Ortschaften im Untertal, andererseits machte sie die Gemeinde jedoch verletzlich und machte sie zu Opfern vieler Plünderungen und Zerstörungen durchziehender Armeen. Die Pianoreser ergaben sich trotzdem niemals dem Schicksal. Im Jahre 1735 erhoben sie sich gegen die Spanischen Truppen; im Jahre 1869 demonstrierten sie gegen die Mahlsteuer und protestierten 1911 gegen den Italienisch-Türkischen Krieg. Schließlich wurde Pianoro im Laufe seiner neuesten Geschichte durch den Zweiten Weltkrieg weitgehend zerstört. Das Rathaus wurde danach an anderer Stelle wieder aufgebaut: wieder an der Straße zum Futapass, aber drei Kilometer nördlicher. So entstand Pianoro Nuova  neben Pianoro Vecchia.

## Sport
Im Jahr 2024 führte die Tour de France auf der 2. Etappe durch Pianoro. Dabei wurden zwei Bergwertungen in der Gemeinde ausgefahren. Zunächst erreichten, die Fahrer Botteghino di Zocca über die SP36, ehe auf der Via Anna Donini mit der Côte de Botteghino di Zocca (242 m) eine Bergwertung der 4. Kategorie ausgefahren wurde. Diese wies auf einer Länge von 1,9 Kilometern eine durchschnittliche Steigung von 6,9 % auf. Kurz darauf führte die Strecke über die Via Bruno Buozzi und Via Montecalvo nach Montecalvo, wo mit der Côte de Montecalvo (309 m) eine Bergwertung der 3. Kategorie ausgefahren wurde. Diese stieg im Schnitt für 2,7 Kilometer mit 7,7 % an. Das Ziel der Etappe befand sich in der nahegelegenen Stadt Bologna. Beide Bergwertungen gewann der Norweger Jonas Abrahamsen.

## Söhne und Töchter der Gemeinde
- Franco Grillini (* 1955), italienischer Politiker, Psychologe und Journalist